# Pteronarcella regularis
Pteronarcella regularis är en bäcksländeart som först beskrevs av Hagen 1874.  Pteronarcella regularis ingår i släktet Pteronarcella och familjen Pteronarcyidae. Inga underarter finns listade i Catalogue of Life.